# Chukienu
Chukienu är en kulle i Mikronesiens federerade stater. Den ligger i kommunen Tolensom och delstaten Chuuk, i den västra delen av landet, 700 km väster om huvudstaden Palikir. Toppen på Chukienu är 127 meter över havet.